# Burghof Kyffhäuser

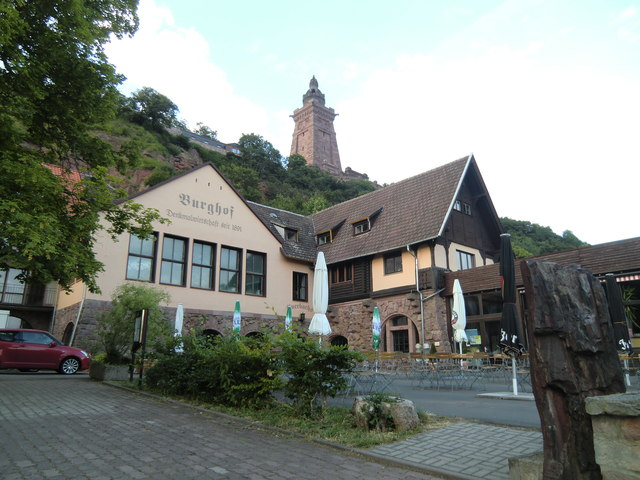
Der Burghof im Jahr 2014

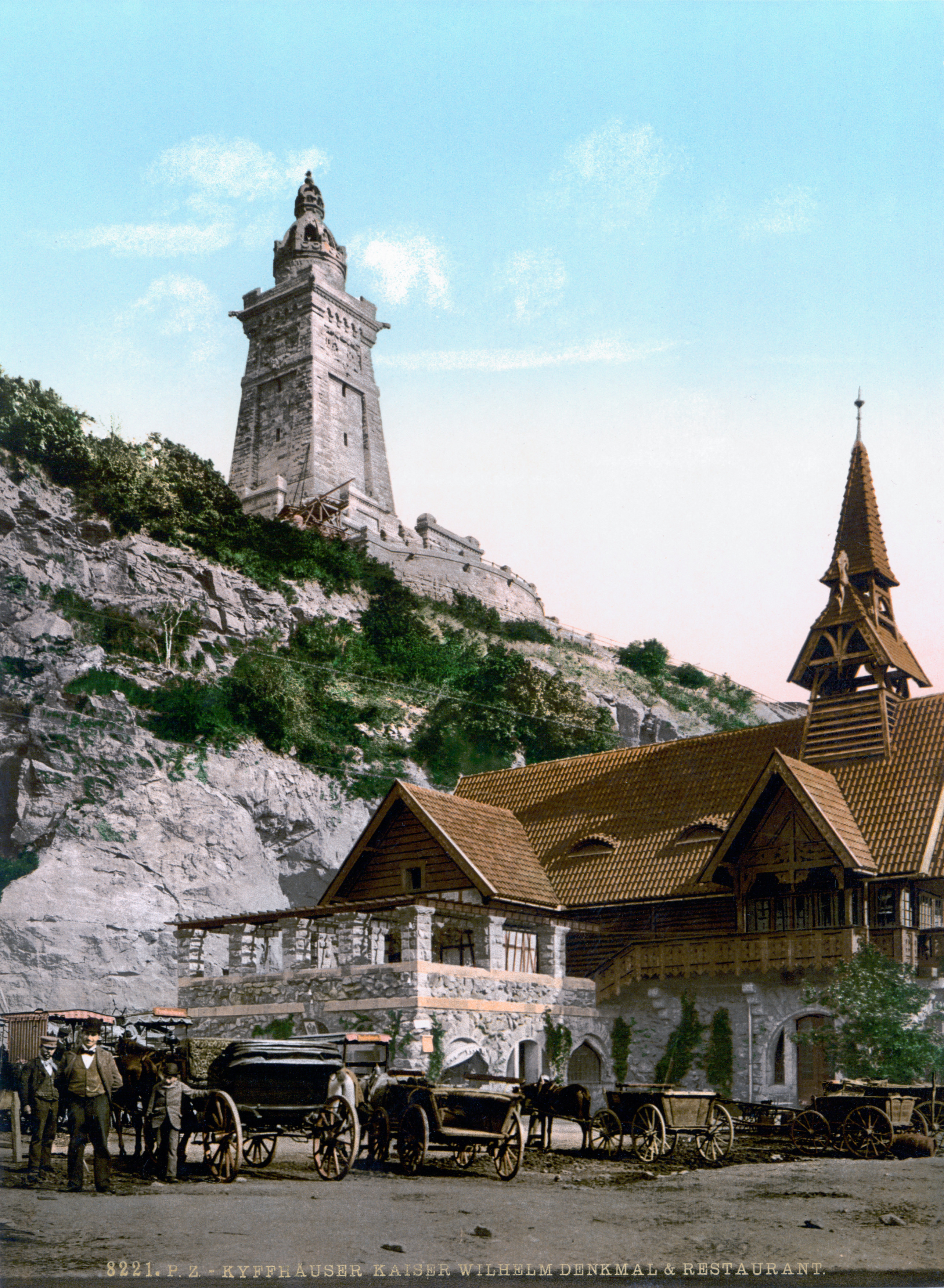
Der Burghof um 1900

Der Burghof Kyffhäuser-Denkmalwirtschaft seit 1892 liegt auf dem Berggipfel direkt am Fuße des Kyffhäuserdenkmals. In dem historischen Gebäudekomplex befindet sich sowohl ein Restaurant mit gut-bürgerlicher Küche als auch Übernachtungsmöglichkeiten. Der älteste Saal, der Barbarossasaal, wurde im Jahr 1892 eröffnet. Die von Bruno Schmitz entworfene Kaminfigur stellte einen Barden dar. Das Erdgeschoss im romanischen Stil aus Sandstein und das Obergeschoss im skandinavischen Stil aus Holz wurden ebenfalls von Schmitz entworfen.
Ab dem 1. Mai 1951 war das Objekt ein Erholungsheim des VVB Braunkohleverwaltung Meuselwitz, ab Juni 1954 das Erholungsheim Glückauf des FDGB. Im Jahr 1961 wurde der Mittelbau bei einem Brand zerstört. Der Wiederaufbau dauerte bis 1966.
Nach der Wiedervereinigung Deutschlands im Jahr 1990 wurde der Burghof privatisiert und drei Jahre später als Denkmal eingetragen. Im Jahr 2003 wurde der Hof von den jetzigen Besitzern erworben und umfangreich saniert. Im April 2004 wurden Biergarten und Gaststätte wieder eröffnet.